# Monte Grimano
Monte Grimano é uma comuna italiana da região dos Marche, Província de Pesaro e Urbino, com cerca de 1.155 habitantes. Estende-se por uma área de 24 km², tendo uma densidade populacional de 48 hab/km². Faz fronteira com Macerata Feltria, Mercatino Conca, Monte Cerignone, Montecopiolo, San Leo, Sassofeltrio.
Faz parte da rede das Aldeias mais bonitas de Itália.